# Guerrilla War
Guerrilla War, titolo originale Guevara (ゲバラ?), è un videogioco arcade pubblicato nel 1987 da SNK e successivamente convertito per Amstrad CPC, Commodore 64, PC booter, NES e ZX Spectrum. È uno sparatutto a scorrimento molto simile a Ikari Warriors (1986) della stessa SNK, sebbene non ne sia ufficialmente il seguito, che è invece Victory Road (1986).

## Trama
La versione arcade originale giapponese fa esplicito riferimento a Che Guevara, che è uno dei personaggi giocabili assieme a Fidel Castro, coi due comunisti che agiscono come super soldati che sbarcano per combattere contro Fulgencio Batista. Nelle versioni occidentali e domestiche sono stati eliminati i riferimenti espliciti e si parla solo di una lotta per liberare una nazione non specificata da un re tiranno, che verrà affrontato di persona nella battaglia finale. In ogni caso viene mostrato, in una schermata dei titoli, un volto riconoscibile come Che Guevara con la scritta Hail the heroes of the revolution! ("Salute, eroi della rivoluzione!").

## Modalità di gioco
La meccanica di gioco è praticamente la stessa di Ikari Warriors, come anche l'ambientazione di guerriglia nella giungla.
A differenza di Ikari Warriors lo scorrimento dello schermo è occasionalmente anche in orizzontale e al termine di ogni livello - in tutto 5 - si affronta un boss.
Diventa più varia la tipologia di armi che il giocatore può raccogliere, includendo anche bazooka e lanciafiamme, mentre le munizioni dell'arma di base diventano illimitate.
Durante il percorso si incontrano numerosi prigionieri legati a pali, da liberare per ottenere punti e la ricarica delle armi, ma bisognerà stare anche attenti a non colpirli per errore, altrimenti si ha una penalità di punteggio.

## Conversioni
Come per Ikari Warriors le conversioni per sistemi domestici, non potendo disporre del joystick girevole, hanno eliminato o parzialmente imitato questa funzionalità.
Su Amstrad CPC e ZX Spectrum il personaggio può ruotare in senso orario o antiorario, indipendentemente dagli spostamenti, tramite due tasti.
Su Commodore 64 si può scegliere a inizio partita tra rotazione tramite tasti o controlli semplici (si spara sempre nella direzione in cui si cammina).
Su DOS e NES si hanno solo i controlli semplici.
Furono molto negativi i giudizi della critica per la versione Commodore 64.